# Ilija Kaszew
Ilija Simeonow Kaszew (bułg. Илия Симеонов Кашев, ur. 8 czerwca 1922 we wsi Poibrene, zm. 28 września 1986 w Chisarii) – bułgarski generał porucznik, wiceminister spraw wewnętrznych (1978-1986).

## Życiorys
Urodzony w biednej rodzinie chłopskiej, od 1938 mieszkał w Sofii, 1940 wstąpił do Związku Młodzieży Robotniczej, 1943 zmobilizowany do armii, 1944 wysłany na front. W 1945 zdemobilizowany, 1946 został członkiem BPK i funkcjonariuszem Centralnego Zarządu Głównej Dyrekcji Milicji Ludowej Ministerstwa Spraw Wewnętrznych, był wywiadowcą IV stopnia, a od 30 października 1946 III stopnia. Od 29 kwietnia 1947 pracował w Wydziale "Ochrona" (1948 przemianowanego na Wydział V Dyrekcji Bezpieczeństwa Państwowego, 8 stycznia 1951 na Zarząd II Bezpieczeństwa Państwowego, a 19 kwietnia 1952 na Zarząd VII Bezpieczeństwa Państwowego), w styczniu 1951 został szefem oddziału, 1 czerwca 1951 awansowany na kapitana, 25 sierpnia 1954 majora, a 23 sierpnia 1958 podpułkownika. Od 29 grudnia 1959 do lipca 1965 był zastępcą szefa Wydziału III Zarządu VII (od 7 stycznia 1963 Zarządu V) BP MSW LRB, 1 września 1963 mianowany pułkownikiem, od lipca 1965 do listopada 1966 był zastępcą szefa, następnie szefem Wydziału III Zarządu V KDS przy Radzie Ministrów BRL, od 15 lipca do 5 września 1968 zastępcą szefa Zarządu V KDS. Od 5 września 1968 do lutego 1969 był szefem Zarządu V KDS w stopniu generała majora, od lutego 1969 do 28 września 1986 szefem Zarządu V Bezpieczeństwa Państwowego MSW LRB i jednocześnie od 1978 do 28 września 1986 zastępcą ministra spraw wewnętrznych LRB, od 13 września 1971 w stopniu generała porucznika. Odznaczony dwoma Orderami Ludowej Republiki Bułgarii I klasy (7 czerwca 1972 i 31 sierpnia 1974), Orderem "Wolność Narodowa 1941-1944" (19 lutego 1973) oraz medalami i odznaczeniami resortowymi. Zastrzelił się.